# Вежа Іоанна Кущника

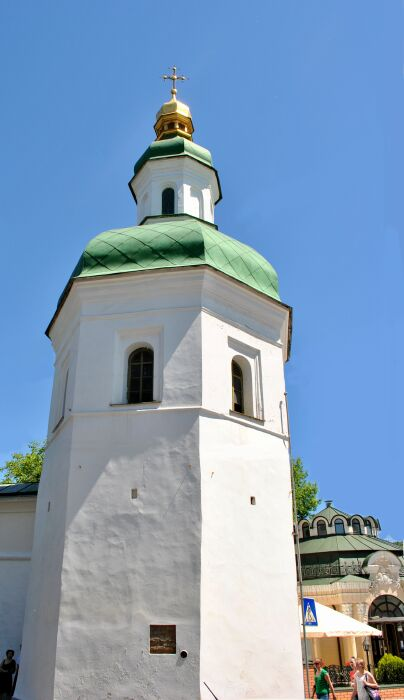
Вежа Іоанна Кущника

Вежа Іоанна Кущника  — оборонна вежа і водночас церква у вежі в системі оборонних споруд Свято-Успенської Києво-Печерської Лаври.

## Назва
По створенню оборонної вежі в ній облаштували невелику церкву, котру висвятили на честь святого Івана Кущника. Останній жив у 5 ст. н. е. у місті Віфанія. Він був небесним покровителем гетьмана Івана Самойловича, чим і пояснюють сучасну назву споруди.

## Опис архітектурної споруди

Фіксаційний поземний план вежі Іоанна Кущника

Гранчаста споруда, видовжена у напрямку схід-захід. У три яруси, цегляна, потинькована, зовні вибілена, декорована профільованим карнизом. Стелі першого та другого поверхів вежі первісно були дерев'яними, згодом перетворені на кам'яні, що збільшило протипожежні властивості споруди. Розміри сучасні — 9,0 і 7,3 метри. Розміри вежі зменшуються по висоті, другий поверх дорівнює 8,5 м та 7,0 метрів. Загальна висота вежі до хреста — двадцять п'ять (25) метрів. Гранчасті стіни мають отвори для вогню з рушниць та невеликих гармат. З внутрішнього боку фортеці мала галерею на дерев'яних консолях, а галерея була пов'язана із загальною системою оборонних мурів. Верхній ярус вежі має напівциркульні віконні отвори. Сучасний дах двозаломний, бляшаний, увінчаний визолоченим хрестом. Споруда вирішена уформах українського бароко київської школи.

## Історія побудови
Вежа вибудувана у період 1696—1701 років. Вже 1718 року постраждала від пожежі. 1721 року мали намір ремонтувати три церкви, розташовані у оборонних вежах, серед котрих позначена і вежа Іоана Кущника. Але її не ремонтували. Церква і вежа чекатимуть капітального ремонту до 1797 року. Трохи раніше (1785 року) вежу вкрили бляхою.
1918 року вежа постраждала внаслідок вибуху, що стався на Звіринці. Того ж року відремонтована. Чергова реставрація була проведена 1953 року.
Нові відновлювально-ремонтні роботи проведені 1972 року піклуванням мистецтвознавця В. Підгори та архітектора А. Кулагіна. Тоді ж зміцніли мури і склепіння вежі, відкрили колишні отвори верхнього ярусу та підбанника, визолотили хрест.